# Titularbistum Elusa
Elusa ist ein Titularbistum der römisch-katholischen Kirche. 
Es geht zurück auf ein untergegangenes Bistum der antiken Stadt Elusa im Negev im heutigen Israel, das der Kirchenprovinz Petra angehörte.
| Titularbischöfe von Elusa |                            |                                                              |                   |                  |
| Nr.                       | Name                       | Amt                                                          | von               | bis              |
| 1                         | Francesco de Vico          | Weihbischof in Ostia-Velletri (Kirchenstaat)                 | 30. März 1723     | 15. Januar 1735  |
| 2                         | Ludovico Benzoni OCarm     |                                                              | 22. Juli 1738     |                  |
| 3                         | Michał Chomiński           | Weihbischof in Žemaitija (Samogizia o Tels; Żmudź) (Litauen) | 5. August 1765    | 16. Juli 1803    |
| 4                         | Geraldo Maciioti           | Weihbischof in Ostia-Velletri (Italien)                      | 23. März 1807     | 1837             |
| 5                         | Jan Chryzostom Janiszewski | Weihbischof in Gnesen-Posen (Polen)                          | 26. Juni 1871     | 11. Oktober 1891 |
| 6                         | Johannes Olav Fallize      | Apostolischer Vikar von Norwegen und Spitzbergen (Norwegen)  | 11. März 1892     | 19. Oktober 1922 |
| 7                         | Josef Schinzel             | Weihbischof in Olmütz (Böhmen)                               | 14. November 1922 | 28. Juli 1944    |
| 8                         | José Souto Vizoso          | Weihbischof in Santiago de Compostela (Spanien)              | 3. Februar 1945   | 11. Juli 1949    |
| 9                         | Jesús Enciso Viana         | Apostolischer Administrator von Ciudad Rodrigo (Spanien)     | 12. Oktober 1949  | 2. Februar 1950  |
| 10                        | Emiel-Jozef De Smedt       | Weihbischof in Mecheln (Belgien)                             | 16. Mai 1950      | 31. Juli 1952    |
| 11                        | Joseph Basil Roper         | emeritierter Bischof von Toowoomba (Australien)              | 14. Oktober 1952  | 28. Juli 1964    |